# IFPI Danmark
IFPI Danmark — датська філія Міжнародної федерації виробників фонограм (IFPI) та офіційний постачальник чарту та орган із сертифікації музичних творів для Данії.

## Сертифікація
Золоті та платинові нагороди були вперше вручені у Данії на початку 1990-х років. Вимоги до продажу є однаковими для внутрішнього та міжнародного репертуару. Датська система сертифікації музичних продуктів присуджується на основі постачання.

### Альбоми
| Сертифікація | До 1994 | З 1994 року | З квітня 2003† | З 1 лютого 2007 року † | З 7 січня 2011 року † |
| ------------ | ------- | ----------- | -------------- | ---------------------- | --------------------- |
| Золото       | 50,000  | 25,000      | 20,000         | 15,000                 | 10,000                |
| Платина      | 80,000  | 50,000      | 40,000         | 30,000                 | 20,000                |

† Продажі можуть включати цифрові завантаження, а також потоки у співвідношенні 1:1000

### Сингли
| Сертифікація | До лютого 2007 | З 1 лютого 2007 | З квітня 2009 ‡ | З 17 листопада 2014 року‡ | З 1 квітня 2016 року ‡ |
| ------------ | -------------- | --------------- | --------------- | ------------------------- | ---------------------- |
| Золото       | 4,000          | 7,500           | 15,000          | 30,000                    | 45,000                 |
| Платина      | 8,000          | 15,000          | 30,000          | 60,000                    | 90,000                 |

‡  Продажи могут включать в себя цифровые загрузки, а также потоки в соотношении 1:100
Тільки потокова передача
| Сертифікація Трансляцію розпочато 7 січня 2011 року | До 30 січня 2012 | З 30 січня 2012 | З 30 квітня 2012 | З 21 березня 2014 | З 17 листопада 2014                       |
| --------------------------------------------------- | ---------------- | --------------- | ---------------- | ----------------- | ----------------------------------------- |
| Золото                                              | 50,000           | 450,000         | 900,000          | 1,300,000         | Поточна передача включена до завантаження |
| Платина                                             | 100,000          | 900,000         | 1,800,000        | 2,600,000         | Поточна передача включена до завантаження |

### DVD
Відеосингл DVD
| Сертифікація | З 2007 року |
| ------------ | ----------- |
| Золото       | 7,500       |
| Платина      | 15,000      |

Повнометражний DVD
| Сертифікація | До лютого 2007 | З лютого 2007 року | З 7 січня 2011 |
| ------------ | -------------- | ------------------ | -------------- |
| Золото       | 20,000         | 15,000             | 10,000         |
| Платина      | 40,000         | 30,000             | 20,000         |

## Чарт синглів
Див.: Hitlisten